# Oropus micropthalmus
Oropus micropthalmus är en skalbaggsart som beskrevs av Chandler 1986. Oropus micropthalmus ingår i släktet Oropus och familjen kortvingar. Inga underarter finns listade i Catalogue of Life.